# Fabiana imbricata
Fabiana imbricata (pichi) es una especie de planta fanerógama perteneciente a la familia Solanaceae, nativa de las laderas secas de montaña en Chile y Argentina. 

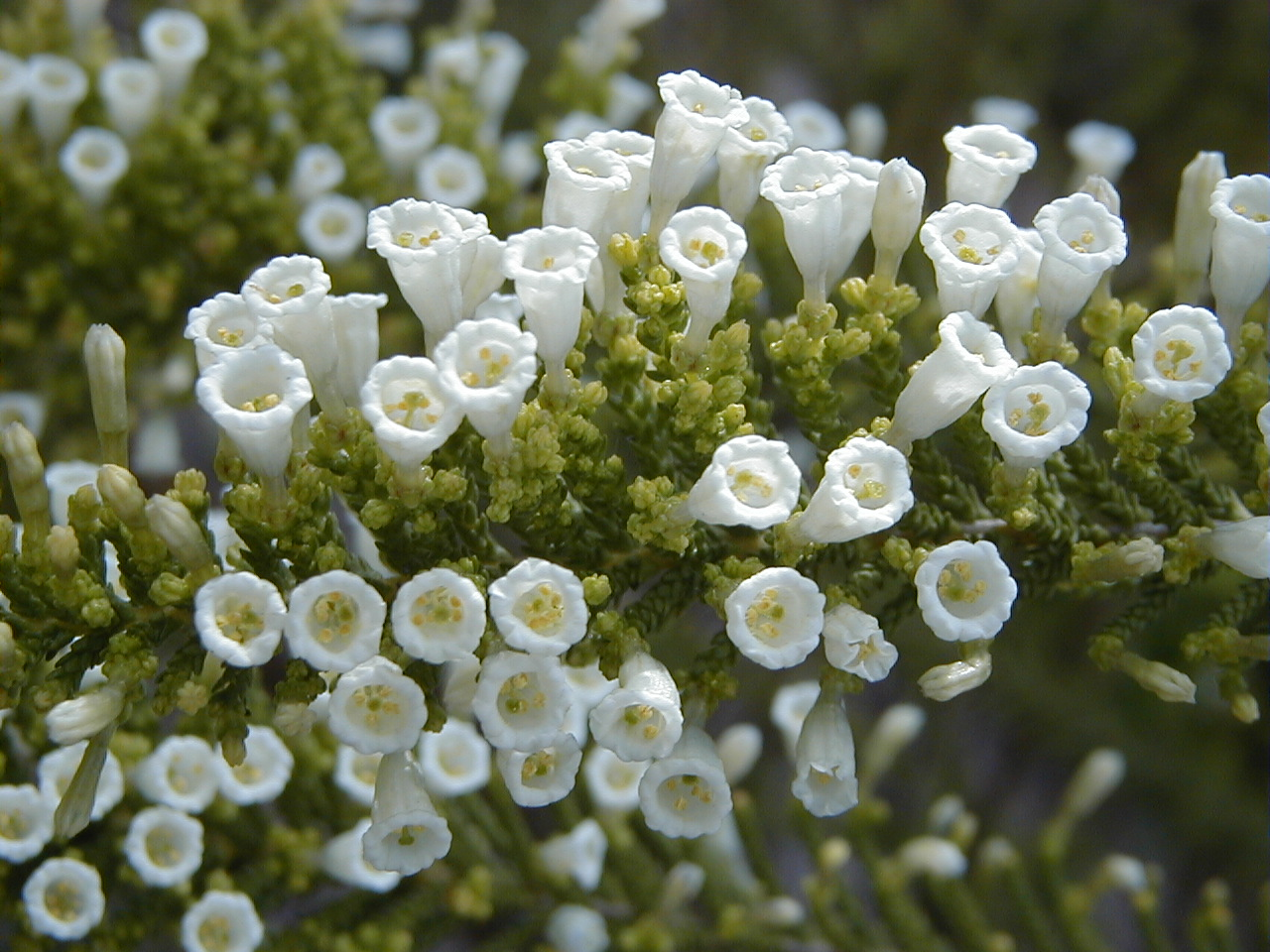
Detalle de las flores

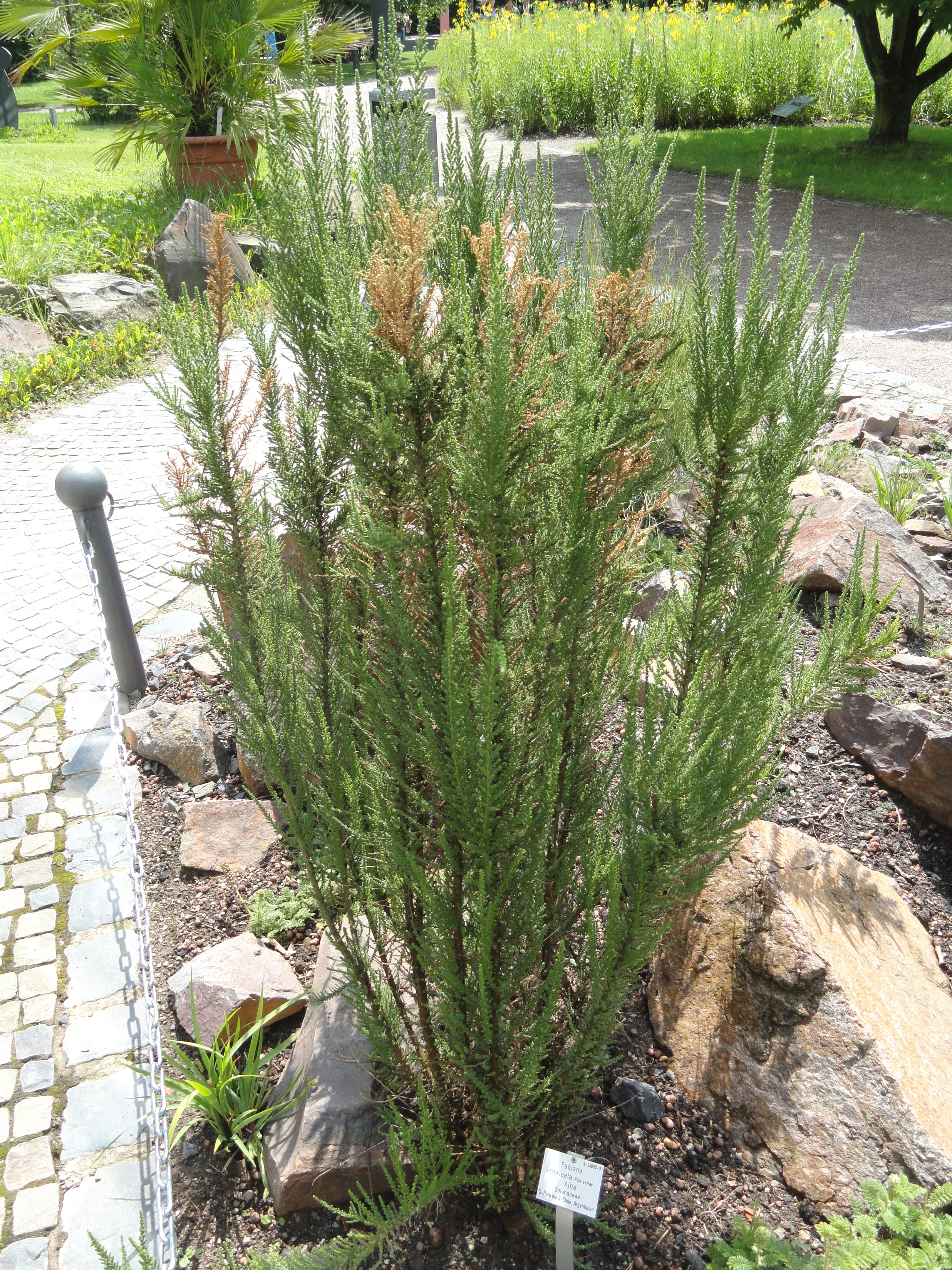
Vista de la planta

## Descripción
Alcanza un tamaño de 2.5 m de alto y lo mismo de ancho, es resistente al frío como un brezal siempre verde formando un montículo de arbustos. Tiene hojas en forma de aguja y pequeñas flores tubulares blancas que aparecen a principios de verano.
Las inflorescencias de F. imbricata f. violacea, son erectas conteniendo masas de flores de color violeta pálido, ha ganado la Award of Garden Merit de la Royal Horticultural Society.

## Propiedades
El arbusto encontrado en América del Sur es usado en la medicina popular  y es el preferido en Chile donde es utilizado como un fuerte diurético. La aplicación homeopática es un extracto de ramas o corteza en forma de una tintura. Los pueblos originarios del norte de Chile la utilizan en ceremonia rituales, o para mantener alejados fantasmas no deseados y demonios. El humo inhalado causa una ligera euforia y puede desencadenar una probable intoxicación de "éxtasis" en el contexto cultural.

## Taxonomía
Fabiana imbricata fue descrita por Ruiz & Pav. y publicado en Flora Peruviana, et Chilensis 2: 12, pl. 122. 1799.
Etimología
Fabiana: nombre genérico otorgado en honor de Francisco Fabián y Fuero (1719-1801), arzobispo de Valencia (1773-1794), y patrono de la botánica.
imbricata: epíteto latíno que significa "imbricada".
Sinonimia
- Fabiana clarenii Dammer[6]

Sinonimia
- Fabiana araucana Phil.
- Fabiana biflora J.Rémy
- Fabiana imbricata var. biflora (J.Rémy) Reiche
- Fabiana lutescens Phil.[7]